# 2C-I
Le 2C-I est un hallucinogène psychédélique synthétisé pour la première fois par Alexander Shulgin.

## Chimie
Sa structure est proche de celle de la mescaline.

## Pharmacologie
Le 2C-I n'étant pas un produit très répandu, peu de recherches ont été effectuées. On ne connaît que peu sa toxicité et sa pharmacologie.

## Effets et conséquences
À petites doses, le 2C-I est décrit comme entactogène et à doses plus fortes il génère des hallucinations.
Les effets durent de 4 à 12 heures et peuvent être très puissants et déstabilisants, en particulier au niveau somatique.

### Effets recherchés
- illusions sensorielles ;
- sensations d'énergie, de bien-être ;
- sensation d'empathie ;
- exacerbation des sens (notamment tactile et sensibilité à la musique) ;
- synesthésie.

Comme tout produit psychédélique, son usage peut générer des bad trips.